# Maojianshan Shuiku
Maojianshan Shuiku (kinesiska: 毛尖山水库) är en reservoar i Kina. Den ligger i provinsen Anhui, i den östra delen av landet, omkring 140 kilometer sydväst om provinshuvudstaden Hefei. Maojianshan Shuiku ligger 363 meter över havet. I omgivningarna runt Maojianshan Shuiku växer i huvudsak blandskog.
Genomsnittlig årsnederbörd är 1 850 millimeter. Den regnigaste månaden är juli, med i genomsnitt 286 mm nederbörd, och den torraste är januari, med 58 mm nederbörd.